# Lucjan Kasprzak
Lucjan Edward Kasprzak – polski profesor sztuk plastycznych, profesor zwyczajny
Akademii Sztuk Pięknych w Warszawie i Wyższej Szkoły Ekologii i Zarządzania w Warszawie.

## Życiorys
Uzyskał uprawnienia w zakresie sztuk plastycznych odpowiadające habilitacji (odbył przewód kwalifikacyjny II stopnia). W 2000 prezydent RP nadał mu tytuł profesora sztuk plastycznych. Został profesorem zwyczajnym Wydziału Architektury Wnętrz Akademii Sztuk Pięknych w Warszawie (objął tam stanowisko kierownika Katedry Podstaw Projektowania) oraz profesorem zwyczajnym Wydziału Architektury Wyższej Szkoły Ekologii i Zarządzania w Warszawie.
Odznaczony Brązowym Medalem „Zasłużony Kulturze Gloria Artis” (2022).